# بارا ولها
بارا ولها (به پرتغالی: Barra Velha) یک شهرداری در برزیل است که در سانتا کاتارینا واقع شده‌است. بارا ولها ۱۴۲٫۴ کیلومتر مربع مساحت و ۲۹٬۸۶۰ نفر جمعیت دارد و ۲ متر بالاتر از سطح دریا واقع شده‌است.